# Jorge Julio Rocha
Jorge Eliécer Julio Rocha (El Retén, 4 aprile 1969) è un ex pugile colombiano.
È stato due volte campione del mondo nei pesi gallo avendo vinto detenuto la cintura WBA dal 1992 al 1993 e quella WBO dal 1998 al 2000. Ha inoltre vinto la medaglia di bronzo alle Olimpiadi di Seoul 1988 nella stessa categoria.

## Palmarès

### Olimpiadi
- 1 medaglia:
  - 1 bronzo (Seul 1988 nei pesi gallo)